# Women's Indian Open
Het Women's Indian Open is een jaarlijks golftoernooi voor vrouwen in India, dat deel uitmaakt van de Ladies Asian Golf Tour en de Ladies European Tour. Het toernooi werd voor het eerst in 2007 gespeeld. Sinds 2011 wordt het toernooi georganiseerd onder de naam Hero Women's Indian Open.
Het toernooi wordt gespeeld in een strokeplay-formule met drie ronden en na de tweede ronde wordt de cut toegepast. 

## Golfbanen
| Jaar      | Golfbaan                | Stad      | Info |
| --------- | ----------------------- | --------- | ---- |
| 2007-2012 | DLF Golf & Country Club | Gurgaon   |      |
| 2013-2014 | Delhi Golf Club         | New Delhi |      |
| 2015      | DLF Golf & Country Club | Gurgaon   |      |

## Winnaressen
| Jaar | Winnares                 | Sore | Sore | Info                                                                     |
| ---- | ------------------------ | ---- | ---- | ------------------------------------------------------------------------ |
| 2007 | Yani Tseng               | 215  | –1   |                                                                          |
| 2008 | Pornanong Phatlum        | 212  | –4   |                                                                          |
| 2009 | Pornanong Phatlum        | 208  | –8   |                                                                          |
| 2010 | Laura Davies po          | 213  | –3   | Won de play-off van Louise Friberg, Nontaya Srisawang en Tandi Cuningham |
| 2011 | Caroline Hedwall         | 204  | –12  |                                                                          |
| 2012 | Pornanong Phatlum        | 203  | –13  |                                                                          |
| 2013 | Thidapa Suwannapura      | 208  | –8   |                                                                          |
| 2014 | Gwladys Nocera           | 208  | –11  |                                                                          |
| 2015 | Emile Christine Pedersen | 216  | 0    |                                                                          |

| Toernooirecord |  | po = winnares na play-off |